# Реки Донецкой области
По территории Донецкой области протекают 246 рек, 47 из них имеют протяжённость более 25 км каждая. Наибольшая река — Северский Донец. Реки — равнинного типа, преимущественно снежного и дождевого питания. Многие реки летом пересыхают и водоснабжение осуществляется за счёт 20 водохранилищ (наибольшие — Кураховское, Старокрымское, Карловское, Клебан-Быкское, Верхнекальмиуское и другие). Сооружены 1 011 прудов общей площадью водного зеркала 8 049 га.
Все реки области принадлежат к 3-м бассейнам: Азовского моря, Северского Донца (бассейн Дона, впадающего в Азовское море) и Днепра.

## БассейнАзовского моря
(с востока на запад):
- Миус (из Ростовской области)
  - Крынка (из Ростовской области, правый)
    - Севостьяновка (в устье — село Артёмовка, левый)
      - Ореховая (в устье — село Мануиловка, Шахтёрский район Донецкой области, левый)

    - Малая Шишовка (река) (левый)
    - Калиновая (приток Крынки) (правый)
    - балка Панков (в устье — село Новопетровское, Амвросиевский район Донецкой области, правый)
    - Орловка (в устье — село Степано-Крынка, Амвросиевский район Донецкой области, левый)
    - Ольховка (в устье — пгт Зуевка, Харцызск, левый)
      - Ольховая (левый)
        - Кленовая (в устье — город Шахтёрск, правый)
          - балка Михайловка (левый)

        - балка Прищепина (левый)

    - Корсунь (в устье — село Верхняя Крынка, Енакиево, правый)
      - Россоховатая (в устье — пгт Корсунь, Енакиево, левый)

    - Садки (в устье — село Щебенка, Енакиево, правый)
    - Булавинка (в устье — село Шапошниково, Енакиево, левый)
      - балка Должик (правый)
      - Ольховатка (река, Донецкая область) (в устье — пгт Ольховатка, Енакиево, левый)
      - балка Скелевая (левый)

  - Ольховчик (из Ростовской области, правый)
  - Нагольная (в устье — село Дмитровка, Шахтёрский район Донецкой области, левый)
  - Крепенькая (левый)
  - Глухая (из Луганской области, правый)
- Мокрый Еланчик (из Ростовской области)
  - Сухой Еланчик (из Ростовской области, правый)
- Грузский Еланчик (в устье — город Новоазовск)
  - Средний Еланчик (правый)
    - Павловская (правый)
- Безыменная (в устье — село Безыменное, Новоазовский район)
  - балка Бирючья (левый)
  - балка Куплеватая (левый)
- Широкая (река) (в устье — село Широкино, Новоазовский район)
  - балка Водинская (правый)
  - балка Большая-Широкая (левый)
    - балка Волошская (в устье — село Куликово, Новоазовский район, правый)
      - балка Берестянка (правый)
- Кальмиус (в устье — город Мариуполь)
  - Кальчик (в устье — город Мариуполь, правый)
    - Калец (правый)
    - Калка (или Малый Кальчик, в устье — село Кременёвка, Никольский район Донецкой области, левый)

  - балка Грековатая (в устье — пгт Сартана, Мариуполь, правый)
    - балка Цекелекова (левый)
    - балка Байдалова (левый)

  - балка Осадчикова (в устье — пгт Талаковка, Мариуполь, левый)
  - балка Селивёрстова (левый)
  - балка Черненковая (левый)
  - балка Чернечья (правый)
  - балка Камышеватая (в устье — село Пищевик, Тельмановский район Донецкой области, левый)
  - балка Вербовая (левый)
  - балка Ковалёва (левый)
  - Дубовка (в устье — село Гранитное, Тельмановский район Донецкой области, правый)
  - Мокрая Волноваха (правый)
    - Камышеваха (правый)
    - Сухая Волноваха (в устье — село Раздольное, Старобешевский район Донецкой области, левый)
      - балка Конская (левый)
      - балка Жёлтая (левый)
        - балка Сухая (правый)
          - балка Рыбная (левый)

    - балка Хава-Лейс-Тарама (левый)
    - балка Антон-Тарама (левый)

  - Камышеваха (в устье — пгт Старобешево, правый)
  - балка Кривая (в устье — пгт Старобешево, левый)
  - Берестовая (в устье — село Александровка, Старобешевский район Донецкой области, правый)
    - балка Широкая (в устье — село Новосёловка, Старобешевский район Донецкой области, левый)
      - балка Бугаева (левый)

    - балка Берестовая (правый)

  - Грузская (в устье — пгт Горбачёво-Михайловка, левый)
    - Калиновая (в устье — город Макеевка, левый)

  - Дурная (в устье — город Донецк, правый)
  - Бахмутка (в устье — город Донецк, правый)
- Мокрая Белосарайка (в устье — пгт Ялта, Мангушский район)
- Камышеватка (в устье — село Юрьевка, Мангушский район)
- Зелёная (река) (в устье — село Урзуф, Мангушский район)
- Берда (из Запорожской области)
  - Каратыш (в устье — село Стародубовка, Мангушский район, левый)
  - Темрюк (в устье — село Захаровка, Мангушский район, левый)
    - Каратюк (в устье — село Весёлое, Никольский район Донецкой области, правый)

## Бассейн рекиСеверский Донец
- Лугань (из Луганской области)
  - Карапулька (в устье — пгт Луганское, Бахмутский район, правый)
  - Струмок (правый)
  - Гурты (в устье — город Горловка, правый)
- Жеребец (левый)
- Бахмут (в устье — село Дроновка, Бахмутский район, правый)
  - Каменка (правый)
  - Сухая Плотва (в устье — город Северск, правый)
  - Сухая Плотва (в устье — село Переездное, Бахмутский район, правый)
  - Мокрая Плотва (в устье — город Бахмут, правый)
    - Горелый Пень (в устье — село Бахмутское, Бахмутский район, правый)
- Казённый Торец (в устье — пгт Райгородок, Славянский район Донецкой области, правый)
  - Сорищи (в устье — город Славянск, правый)
  - Сухой Торец (в устье — город Славянск, левый)
    - Бычок (из Харьковской области, правый)

  - Маячка (в устье — город Краматорск, левый)
  - Кривой Торец (в устье — город Дружковка, левый)
    - Бычок (или Клебан-Бык, левый)
      - Калиновка (правый)
        - балка Крутая (левый)
        - балка Сидоров Яр (правый)
        - балка Сухая (правый)

    - Бахмутка (в устье — город Константиновка, правый)
    - Железная Балка (в устье — пгт Новгородское, Торецк, правый)
    - балка Широкая (правый)
    - Батмановка (в устье — село Троицкое, Константиновский район Донецкой области, правый)
    - Очеретоватая (в устье — пгт Верхнеторецкое, левый)
      - Каменка (правый)
        - балка Крутая (правый)

    - Широкий (правый)

  - Грузская (в устье — пгт Новогригоровка, Дружковка, левый)
  - Полтавка (в устье — село Павловка, Константиновский район Донецкой области, правый)
- Нитриус (в устье — село Пришиб, Славянский район Донецкой области, левый)

## Бассейн рекиДнепр
Самара (впадает в Днепр в Днепропетровской области):
- Волчья (впадает в Самару в Днепропетровской области, левый)
  - Соленая (из Днепропетровской области, правый)
  - Мокрые Ялы (левый)
    - Кашлагач (в устье — пгт Великая Новосёлка, правый)
    - Шайтанка (в устье — пгт Великая Новосёлка, правый)

  - Соленая (в устье — село Дачное, Марьинский район, правый)
  - Сухие Ялы (в устье — село Константинополь, Великоновосёловский район Донецкой области, левый)
    - балка Тарама (левый)
      - балка Тарамчук (правый)

    - балка Курячая (левый)

  - Осиковая (в устье — город Курахово, левый)
  - Водяная (левый)
    - балка Домаха (в устье — село Нетайлово, Ясиноватский район, левый)

  - Дурная (левый)
    - балка Николаев Яр (правый)
- Бык (из Днепропетровской области, левый)
  - Ковалиха (в устье — село Каменка, Добропольский район, левый)
  - Гришинка (в устье — село Лиман, Добропольский район, левый)
  - Водяная (в устье — Криворожье, Добропольский район, левый)
- Гнилуша (из Харьковской области, левый)
- Водяная (в устье — пгт Александровка, Александровский район Донецкой области, левый)